# Bayātān-e Sūkhteh
Bayātān-e Sūkhteh (persiska: بياتان سوخته, بیاتون سوخته, Bīātūn-e Sūkhteh) är en ort i Iran.   Den ligger i provinsen Markazi, i den nordvästra delen av landet, 300 km sydväst om huvudstaden Teheran. Bayātān-e Sūkhteh ligger 2 044 meter över havet och antalet invånare är 124.
Terrängen runt Bayātān-e Sūkhteh är huvudsakligen lite kuperad. Bayātān-e Sūkhteh ligger nere i en dal.Runt Bayātān-e Sūkhteh är det ganska tätbefolkat, med 54 invånare per kvadratkilometer. Närmaste större samhälle är Zālīān, 9,4 km öster om Bayātān-e Sūkhteh. Trakten runt Bayātān-e Sūkhteh består i huvudsak av gräsmarker.